# Marco Küntzel
Marco Küntzel (* 22. Januar 1976 in Grabow) ist ein ehemaliger deutscher Fußballspieler und heutiger Fußballtrainer.

## Spielerkarriere
Küntzel begann seine Profikarriere bei Hansa Rostock. Über die Stationen Union Berlin und SV Babelsberg gelangte er schließlich in die 1. Bundesliga zu Borussia Mönchengladbach. Von dort wechselte er zu Arminia Bielefeld.
Der gelernte Stürmer ist unter anderem bekannt für seinen unermüdlichen Einsatz und seine Beidfüßigkeit, die es ihm ermöglicht auf fast jeder offensiven Position zu spielen. In die Geschichte ging der sogenannte Viererpack ein, als Küntzel vier Tore in einem Spiel von Arminia Bielefeld gegen den VfL Osnabrück erzielte. Dennoch haftet ihm der Ruf eines „Chancentod“ an, da er immer wieder in aussichtsreicher Position den letzten Torinstinkt vermissen lässt.
Während seiner Zeit bei Arminia Bielefeld erlangte er bei vielen Fans Kultstatus, unter anderem, weil ihn der damalige Trainer Uwe Rapolder in einem Spiel einwechselte und kurz darauf wieder auswechselte, da Küntzel die falschen Schuhe trug. Eine Fangruppe machte von sich reden, in dem sie auf die Melodie des Songs „You are my sunshine“ sang: „You are my Küntzel, my only Küntzel, you make me happy, when skies are grey. Please do not take my Küntzel away…“
Nach seinem Engagement bei Energie Cottbus spielte er noch für den FC Augsburg in der 2. Bundesliga. Danach war er bei verschiedenen Amateurvereinen aktiv. Zunächst beim Bayernligisten TSG Thannhausen, wo er in seinem ersten Pflichtspiel zwar ein Tor schoss, die TSG aber trotzdem nicht vor dem Abstieg in die Landesliga bewahren konnte. Anschließend heuerte er als Spielertrainer beim FC Pipinsried an. Im Februar 2012 wechselte Küntzel als Spieler in den Kader des BC Aichach und arbeitete ab April des gleichen Jahres vorübergehend auch als Co-Trainer. Im Juni 2012 beendete seine aktive Karriere als Spieler und konzentriert sich ausschließlich auf seine Trainerkarriere.

## Trainerlaufbahn
Am 21. Juni 2010 unterschrieb Küntzel einen Vertrag als Spielertrainer beim FC Pipinsried. Im Sommer 2011 kehrte Küntzel als Co-Trainer zum FC Augsburg zurück und assistierte Ilija Aracic bei der U-19. Von April bis Juni 2012 arbeitete Küntzel als Co-Trainer beim BC Aichach. Im Anschluss daran wurde Küntzel im Sommer 2012 Cheftrainer des in die Bayernliga aufgestiegenen Vereins. Nach einer kurzen Zwischenstation beim FC Affing trainiert er von 2015 bis 2016 die U-17-Mannschaft des FC Königsbrunn. In der Saison 2018/19 arbeitete Küntzel zunächst als Co-Trainer unter dem ehemaligen Zweitliga-Spieler Sören Dreßler beim Bayernligisten TSV Schwaben Augsburg. Im Oktober 2018 stellte der Regionalligist FV Illertissen Küntzel als neuen Cheftrainer vor. Noch vor Ablauf seines Vertrages, trennte sich der FV Illertissen von Küntzel, am 13. Dezember 2020 nach 5 Niederlagen in Folge. Am 11. Dezember 2020 übernahm Küntzel, von Daniel Wölfel den Job als Chefcoach, der U-17 des FC Carl Zeiss Jena.

## Weblinks

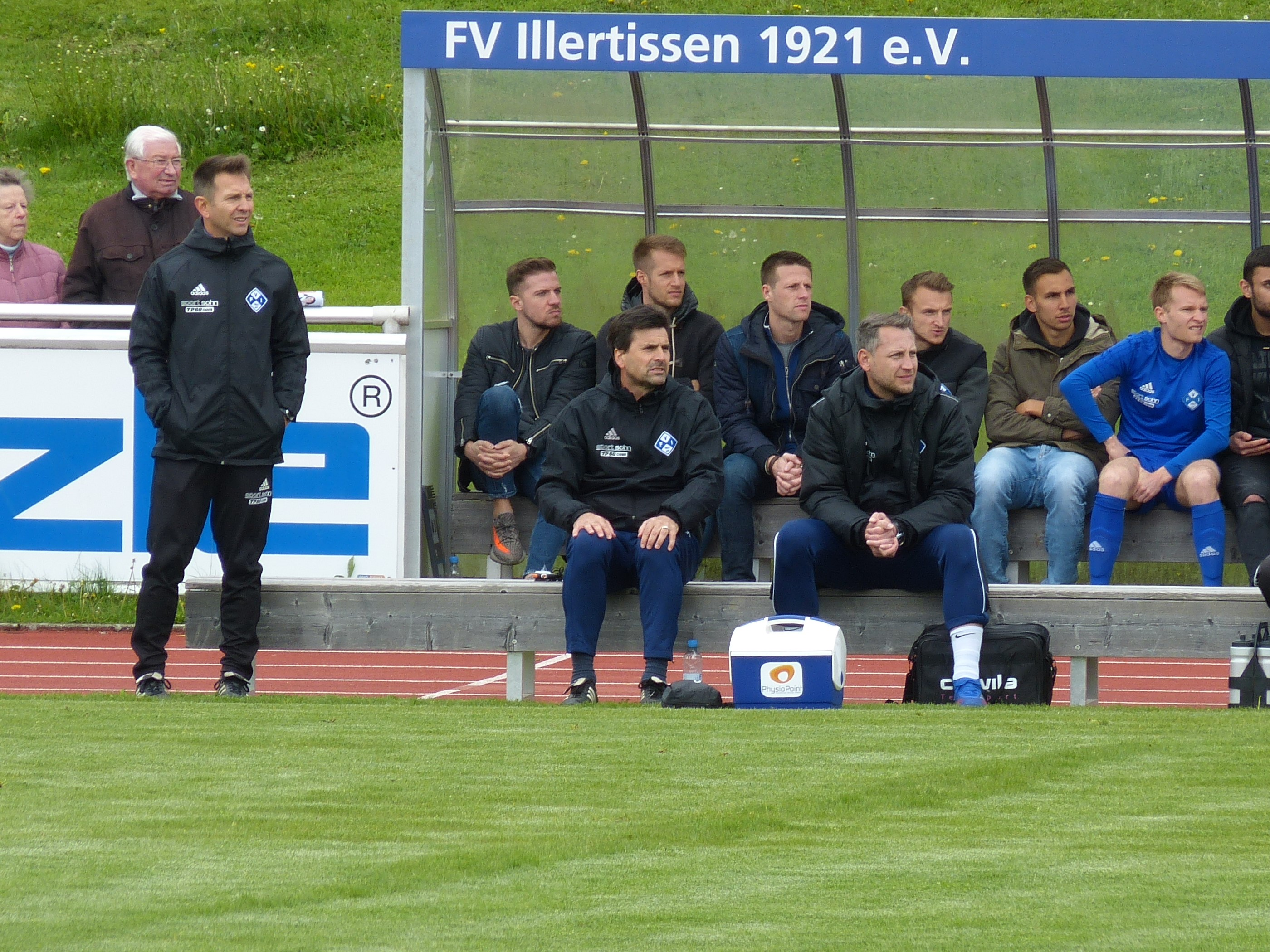
Marco Küntzel (links stehend) Trainer FV Illertissen beim 4:1-Sieg über den Lokalrivalen FC Memmingen am 11. Mai 2019

## Erfolge
- U-18-Vize-Europameister 1994